# Daisuke Fukagawa
Daisuke Fukagawa (japanisch 深川 大輔 Fukagawa Daisuke; * 2. Juni 1999 in der Präfektur Chiba) ist ein japanischer Fußballspieler.

## Karriere
Daisuke Fukagawa erlernte das Fußballspielen in der Jugendmannschaft von JEF United Ichihara Chiba sowie in der Universitätsmannschaft der Nippon Sport Science University. Seinen ersten Vertrag unterschrieb er am 1. Februar 2022 bei Iwate Grulla Morioka. Der Verein aus Morioka, einer Stadt in der Präfektur Iwate, spielt in der zweiten japanischen Liga. Sein Zweitligadebüt gab Daisuke Fukagawa am 5. März 2022 (3. Spieltag) im Auswärtsspiel gegen den FC Ryūkyū. Hier stand er in der Starelf und spielte die kompletten 90 Minuten. In der 87. Minute erzielte er sein erstes Tor im Profibereich, wo er mit einem Rechtsschuss den Siegtreffer zum 2:1 erzielte. Am Ende der Saison 2022 belegte er mit Iwate Grulla Morioka den letzten Tabellenplatz und musste in die dritte Liga absteigen. Nach zwei weiteren Jahren im Verein wechselte Fukagawa am Jahresbeginn 2025 zum Hong Kong Rangers FC in die Hong Kong Premier League. Dort blieb er jedoch nur fünf Wochen, absolvierte jeweils 2 Ligapartien für die Erstliga- sowie die U-22-Mannschaft des Klubs. Am 5. Februar 2025 nahm ihn dann Kōchi United SC aus der heimischen J3 League unter Vertrag.